# Кармелитки Святой Терезы (Турин)

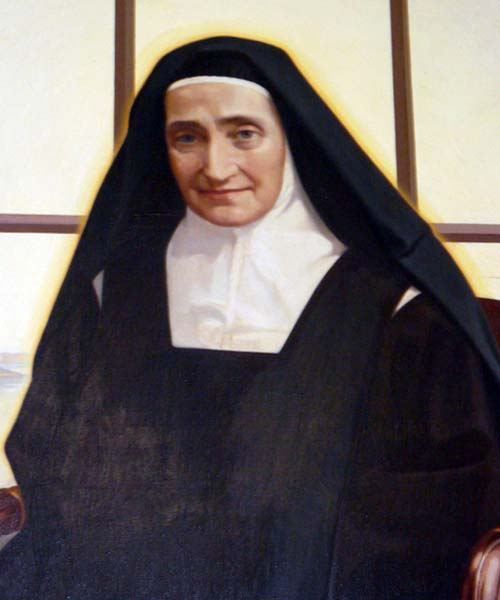
Мария Ангелов, основательница конгрегации.

Кармелитки Святой Терезы (Турин) или Конгрегация Сестер Кармелиток Святой Терезы (итал. Suore Carmelitane di Santa Teresa di Torino, лат. Congregatio Sororum Carmelitarum a Sancta Theresia Taurini) — женский институт посвященной жизни в Римско-католической церкви, основанный 6 июля 1894 года в Марене, в Пьемонте, в Италии Джузеппо́й Оперти (в монашестве Марией Ангелов) и утверждённый 14 февраля 1934 года Святым Престолом. Институт является ветвью регулярных терциариев Ордена Кармелитов и обозначается аббревиатурой S.T.

## История
Общество основано 6 июля 1894 года в Марене, в Пьемонте в Италии монахиней Марией Ангелов.
Вскоре после основания, институт разделился на две ветви: созерцательную в монастыре в Марене и апостольскую в монастыре в Турине. Разделение было подтверждено канонически 19 марта 1934 года. В апостольскую ветвь конгрегации вошли также небольшие общины терциариев-кармелитов в Милане (в 1907 году) и Мондови (в 1931 году).
20 февраля 1925 года институт был официально принят в Третий Орден Кармелитов, став одной из его конгрегаций. 14 февраля 1934 года конгрегация получила от Папы Пия XI декрет, благословляющий её деятельность. Окончательное одобрение института Святым Престолом состоялось 17 июня 1941 года.

## В настоящее время
На 31 декабря 2008 года в институте несли служение 298 монахинь в 34 домах.
Общество действует на территории Италии, Мадагаскара, Румынии, ЦАР.
Главный дом института находится в Турине, в Италии.

### Деятельность
Кармелитки Святой Терезы (Турин) ведут созерцательный и апостольский образ жизни. Монахини института занимаются широкой просветительской и благотворительной деятельностью.

## Покровители конгрегации
Главной покровительницей конгрегации является святая Тереза Иисуса (Аумада-и-Сепеда). Ожидается канонизация основательницы института, Марии Ангелов (в миру Джузеппы Оперти).